# 7TP

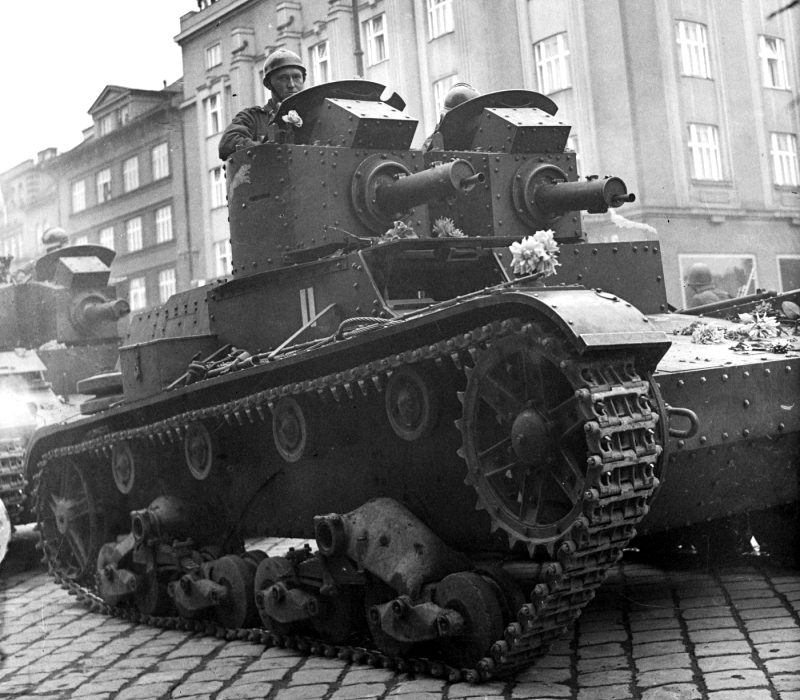
7TPdw

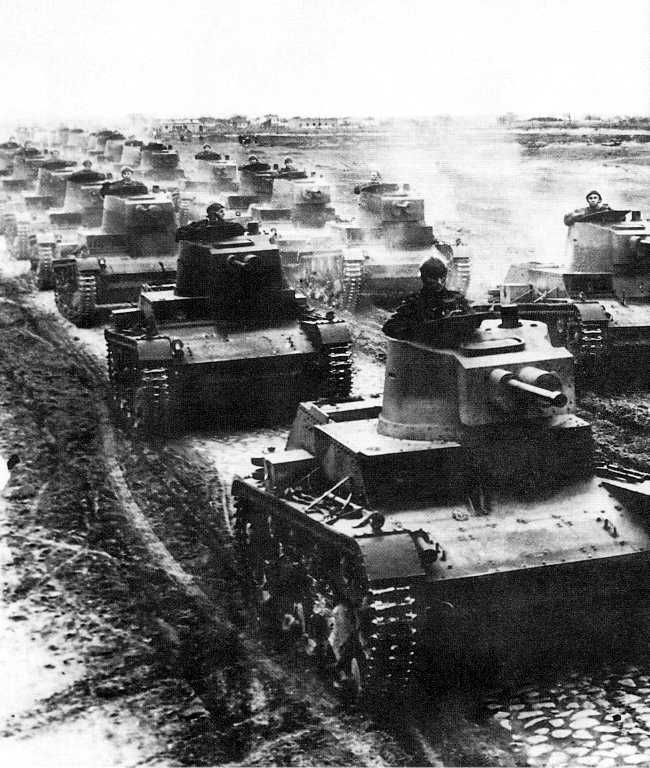
Mehrere 7TPjw bei einem Manöver des polnischen Heeres

Der 7TP war ein polnischer leichter Panzer der Zwischenkriegszeit, der auf dem britischen Vickers-Armstrong Mk. E basiert. Das Grundkonzept des Fahrzeugs wurde ursprünglich von der britischen Firma Vickers-Armstrong als Exportmodell entwickelt und erlangte auf Grund seines damalig neuen Konzepts eine große Verbreitung. Die nichtstaatliche Entwicklung wurde unter anderem an Polen und die Sowjetunion (T-26) verkauft. Die polnische Weiterentwicklung des Panzers wurde von Rudolf Gundlach geleitet.
Das Fahrzeug stand in der polnischen Grundversionen in zwei Konfigurationen zur Verfügung: Die mit zwei MG-Türmen ausgerüstete Variante 7TPdw und die Variante 7TPjw mit einer 37-mm-Kanone in einem größeren Turm sowie einem achsparallelen MG. Der Kommandant eines 7TP verfügte über den damals neuartigen, um 360° drehbaren Winkelspiegel MK.IV zur Gefechtsfeldbeobachtung unter Panzerschutz.

## 7TPdw
Diese erste Version orientierte sich am britischen Vorbild und war mit zwei parallel stehenden kleinen Türmen mit je einem MG wz. 30 bewaffnet, der Kampfsatz umfasste 6000 Schuss. Sie war nur als Übergangslösung gedacht, 1939 wurde sie nur noch zu Trainingszwecken verwendet. Zudem wurden nach und nach einige der frühen Modelle zur Variante 7TPjw umgerüstet, so dass sich bei Kriegsbeginn nur noch maximal 24 Stück der ersten Version im Dienst befanden.

## 7TPjw
Ausgestattet mit einem in Polen in Lizenz gefertigten 110 PS (81 kW) starken VBLDb-Dieselmotor der schweizerischen Firma Saurer erreichte die neuere Variante 7TPjw eine Höchstgeschwindigkeit von 37 km/h. Sie ging ab Ende 1937 in die Serienproduktion. Die maximale Panzerung lag bei 17 mm und damit leicht über der des deutschen Panzerkampfwagens II, jedoch deutlich unter derjenigen der moderneren deutschen Panzer. Die schwedische 37-mm-Bofors-Kanone des 7TP war in der Lage, die Panzerung aller deutschen Panzer einschließlich derjenigen des modernen Panzerkampfwagens IV zu durchschlagen; die Panzerung des 7TP war letzterem gegenüber jedoch deutlich schwächer. Der Kampfsatz umfasste 80 Schuss 37-mm-Munition und 3960 Schuss MG-Munition. Ab 1938 wurde die Variante mit einem Funkgerät vom Typ 2N/C gefertigt.

## Nicht realisierte Weiterentwicklungen
Die polnischen Entwickler konzipierten noch eine Version mit stärkerer Panzerung (40 mm), welche aber nie serienreif wurde. Dies gilt auch für Weiterentwicklungen, die auf der Überlegung basierten, den Typ mit anderen (z. T. stärkeren) Kanonen (20 mm, 40 mm, 47 mm und 57 mm) auszustatten. Ein komplett neuer Typ, der 9TP, sollte auf dem 7TP basieren und mit einem Saurer-CT1D-Dieselmotor ausgerüstet werden.

## Interesse anderer Länder
- Schweden zeigte sich im Januar 1937 interessiert am Erwerb von 20 bis 60 unbewaffneten 7TPjw und wollte ein Testexemplar ausleihen. Die Transaktion scheiterte aber an der polnischen Seite.
- Estland wollte vier Exemplare des Typs 7TPjw erwerben, doch Polen war nur am Verkauf des 7TPdw interessiert, so dass auch diese Lieferung nicht zustande kam.
- Im November 1937 zeigten auch die Niederlande Interesse. Doch auch hier wurde kein Handel realisiert.
- Stattdessen wurden im gleichen Jahr Baupläne zu Werbezwecken in die Türkei entsendet.
- Es sollten 36 Exemplare des Typs 7TPjw nach Jugoslawien geliefert werden, doch dies wurde durch den Ausbruch des Zweiten Weltkriegs verhindert.
- Ferner zeigten sich Bulgarien und Griechenland sehr interessiert an diesem Modell. Doch auch hier kamen keine Lieferungen zustande.

## Einsatz
Die polnische Armee bildete aus den gelieferten 132 Panzern vom Typ 7TPjw die einzigen beiden Panzerbataillone des Heeres, später wurden noch zwei zusätzliche Panzerkompanien aufgestellt. Sämtliche Einheiten wurden vielfältig im Verteidigungskrieg von 1939 eingesetzt, unter anderem in der Schlacht an der Bzura und der Belagerung von Warschau. Dabei gingen viele 7TP verloren, teils durch Feindeinwirkung, teils durch technische Defekte. Die Variante 7TPdw war einer Schulungseinheit zugeteilt, Panzer dieser Version nahmen aber dennoch an der Verteidigung Warschaus im Jahr 1939 teil.
Die Wehrmacht erbeutete einige 7TP und formierte daraus die Panzer-Abteilung 203, welches 1940 in Norwegen und Frankreich (1 Kompanie) zum Einsatz kam. Ferner setzte sie den 7TP zu Polizeizwecken im besetzten Polen ein. Die deutsche Bezeichnung der Panzer war PzKpfw 7TP 731(p).

## Verbleib

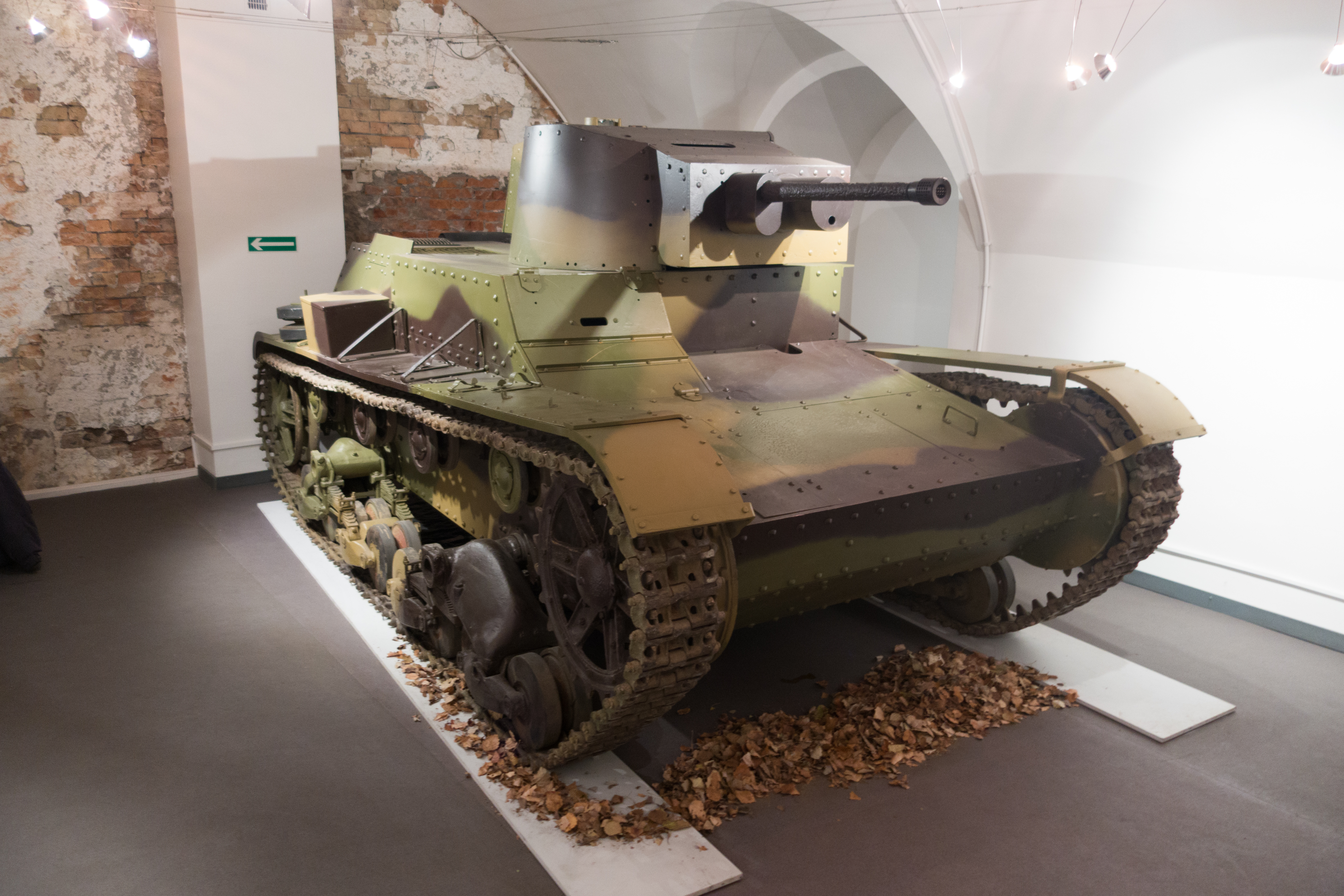
Rekonstruierter 7TP im Muzeum Polskiej Techniki Wojskowej, 2015

Weltweit blieb kein einziges Exemplar erhalten. Aus Fragmenten eines Turms und des Fahrgestells rekonstruierte eine Gruppe Militärhistoriker von 2006 bis 2011 anhand originaler Pläne einen fahrtüchtigen 7TP. Ende 2017 erwarb das Museum der polnischen Armee dieses Exemplar für knapp 2 Millionen Złoty.